# Odette Nyiramilimo
Odette Nyiramilimo (sinh năm 1956) là một bác sĩ và thượng nghị sĩ Rwanda. Bà từng là Bộ trưởng Bộ Các vấn đề xã hội trong chính phủ của Paul Kagame từ tháng 3 năm 2000 đến tháng 10 năm 2003.
Nyiramilimo, một người dân tộc Tutsi, được sinh ra ở Kinunu, quận Gisenyi, thứ mười bảy trong số mười tám đứa con của cha cô, sinh ra cho người vợ thứ hai. Năm ba tuổi, nhiều thành viên trong gia đình cô đã bị giết trong các cuộc đấu tranh quyền lực sau khi giành độc lập. Sau một thời thơ ấu đầy biến cố, trong đó có việc bị đuổi học vì cô là Tutsi, cô theo học trường y ở Butare và trở thành một bác sĩ. Sau đó, cô kết hôn với Jean-Baptiste Gasasira, cũng là một bác sĩ, và hai người sau đó đã thành lập một cơ sở sản phụ khoa và nhi khoa tư nhân ở Kigali có tên Le Bon Samaritain ("Good Samaritan").
Câu chuyện cuộc đời của Nyiramilimo được mô tả dài dòng trong cuốn sách của Philip Gourevitch, chúng tôi muốn thông báo cho bạn rằng ngày mai chúng tôi sẽ bị giết với gia đình.